# Урочище «Качанове» (пам'ятка природи)
Уро́чище «Кача́нове» — ботанічна пам'ятка природи місцевого значення в Україні. Розташована в межах Сатанівської селищої громади Хмельницького району Хмельницької області, за 2,5 км на північ від села Зверхівці.
Площа 33,4 га. Статус присвоєно згідно з рішенням сесії облради від 28.10.1994 року № 7. Перебуває у віданні: ГСЛП «Горліс» Городоцького району.
Статус присвоєно для збереження невеликого лісового масиву на правобережжі річки Сороки.